# 2403 Шумава
2403 Шумава (2403 Šumava) је астероид главног астероидног појаса са средњом удаљеношћу од Сунца која износи 2,547 астрономских јединица (АЈ).
Апсолутна магнитуда астероида је 12,5.